# 1219 Britta
1219 Britta är en asteroid i huvudbältet som upptäcktes den 6 februari 1932 av den tyske astronomen Max Wolf. Asteroidens preliminära beteckning var 1932 CJ. Bakgrunden till det egennamn asteroiden sedan fick är okänt.
Brittas senaste periheliepassage skedde den 26 april 2020.[Uppdatering behövs] Asteroidens rotationstid har beräknats till 5,58 timmar